# Eliteserien 2002
La Eliteserien 2002, nota anche come Tippeligaen 2002 per ragioni di sponsorizzazione, fu la cinquantasettesima edizione della Eliteserien, massima serie del campionato norvegese di calcio. Vide la vittoria finale del Rosenborg, al suo diciassettesimo titolo, l'undicesimo consecutivo. Capocannoniere del torneo fu Harald Martin Brattbakk (Rosenborg), con 17 reti.

## Stagione

### Novità
Dalla Eliteserien 2001 vennero retrocessi lo Strømsgodset e il Tromsø, mentre dalla 1. divisjon 2001 vennero promossi il Vålerenga e lo Start.

### Formula
Le quattordici squadre partecipanti si affrontarono in un girone all'italiana con partite di andata e di ritorno, per un totale di 26 giornate. La prima classificata, vincitrice del campionato, veniva ammessa alla UEFA Champions League 2003-2004. La seconda e la terza classificata venivano ammesse alla Coppa UEFA 2003-2004, assieme al vincitore della Coppa di Norvegia. La dodicesima classificata disputava uno spareggio promozione/retrocessione con la terza classificata in 1. divisjon. Le ultime due classificate venivano retrocesse direttamente in 1. divisjon.

## Squadre partecipanti
| Club         | Stagione | Città        | Stagione 2001            |
| ------------ | -------- | ------------ | ------------------------ |
| Bodø/Glimt   | dettagli | Bodø         | 9º posto in Eliteserien  |
| Brann        | dettagli | Bergen       | 7º posto in Eliteserien  |
| Bryne        | dettagli | Bryne        | 12º posto in Eliteserien |
| Lillestrøm   | dettagli | Lillestrøm   | 2º posto in Eliteserien  |
| Lyn Oslo     | dettagli | Oslo         | 11º posto in Eliteserien |
| Molde        | dettagli | Molde        | 5º posto in Eliteserien  |
| Moss         | dettagli | Moss         | 10º posto in Eliteserien |
| Odd Grenland | dettagli | Skien        | 6º posto in Eliteserien  |
| Rosenborg    | dettagli | Trondheim    | Campione di Norvegia     |
| Sogndal      | dettagli | Sogndal      | 8º posto in Eliteserien  |
| Stabæk       | dettagli | Bærum        | 4º posto in Eliteserien  |
| Start        | dettagli | Kristiansand | 2º posto in 1. divisjon  |
| Vålerenga    | dettagli | Oslo         | 1º posto in 1. divisjon  |
| Viking       | dettagli | Stavanger    | 3º posto in Eliteserien  |

## Classifica finale
|  | Pos. | Squadra      | Pt | G  | V  | N  | P  | GF | GS | DR  |
|  | ---- | ------------ | -- | -- | -- | -- | -- | -- | -- | --- |
|  | 1.   | Rosenborg    | 56 | 26 | 17 | 5  | 4  | 57 | 30 | +27 |
|  | 2.   | Molde        | 50 | 26 | 15 | 5  | 6  | 48 | 26 | +22 |
|  | 3.   | Lyn Oslo     | 47 | 26 | 14 | 5  | 7  | 36 | 29 | +7  |
|  | 4.   | Viking       | 44 | 26 | 11 | 11 | 4  | 44 | 31 | +13 |
|  | 5.   | Stabæk       | 42 | 26 | 12 | 6  | 8  | 48 | 34 | +14 |
|  | 6.   | Odd Grenland | 41 | 26 | 12 | 5  | 9  | 36 | 30 | +6  |
|  | 7.   | Lillestrøm   | 36 | 26 | 10 | 6  | 10 | 37 | 30 | +7  |
|  | 8.   | Vålerenga    | 33 | 26 | 7  | 12 | 7  | 38 | 31 | +7  |
|  | 9.   | Bryne        | 31 | 26 | 8  | 7  | 11 | 38 | 39 | -1  |
|  | 10.  | Bodø/Glimt   | 31 | 26 | 9  | 4  | 13 | 38 | 41 | -3  |
|  | 11.  | Sogndal      | 30 | 26 | 8  | 6  | 12 | 37 | 51 | -14 |
|  | 12.  | Brann        | 27 | 26 | 8  | 3  | 15 | 35 | 52 | -17 |
|  | 13.  | Moss         | 24 | 26 | 6  | 6  | 14 | 32 | 49 | -17 |
|  | 14.  | Start        | 11 | 26 | 2  | 5  | 19 | 21 | 72 | -51 |

Legenda:
      Campione di Norvegia e ammessa alla UEFA Champions League 2003-2004
      Ammessa alla Coppa UEFA 2003-2004
 Ammessa allo spareggio promozione/retrocessione
      Retrocessa in 1. divisjon 2003
Note:
Tre punti a vittoria, uno a pareggio, zero a sconfitta.

## Risultati
|              | Ros  | Mol  | Lyn  | Vik  | Stb  | Odd  | Lil  | Vål  | Bry  | Bod  | Sog  | Bra  | Mos  | Sta  |
| ------------ | ---- | ---- | ---- | ---- | ---- | ---- | ---- | ---- | ---- | ---- | ---- | ---- | ---- | ---- |
| Rosenborg    | –––– | 3-0  | 5-1  | 0-2  | 2-1  | 0-1  | 3-1  | 1-1  | 4-3  | 3-2  | 3-0  | 4-0  | 2-0  | 4-2  |
| Molde        | 1-2  | –––– | 2-0  | 3-0  | 1-0  | 0-0  | 0-0  | 2-0  | 3-0  | 2-1  | 3-3  | 2-0  | 5-1  | 2-0  |
| Lyn Oslo     | 2-3  | 3-1  | –––– | 0-1  | 2-0  | 3-0  | 2-0  | 1-0  | 3-1  | 1-0  | 1-0  | 2-3  | 0-1  | 1-0  |
| Viking       | 2-0  | 0-0  | 0-0  | –––– | 3-3  | 0-3  | 3-1  | 4-1  | 2-2  | 1-1  | 1-1  | 4-1  | 4-1  | 4-1  |
| Stabæk       | 0-0  | 4-2  | 5-0  | 1-2  | –––– | 1-0  | 1-1  | 0-0  | 2-1  | 2-1  | 4-0  | 1-0  | 3-2  | 5-2  |
| Odd Grenland | 1-3  | 1-1  | 1-1  | 2-0  | 1-1  | –––– | 3-1  | 1-3  | 2-3  | 3-1  | 4-2  | 2-0  | 2-0  | 2-0  |
| Lillestrøm   | 0-1  | 0-2  | 0-1  | 2-0  | 1-2  | 3-0  | –––– | 1-1  | 2-0  | 2-1  | 3-0  | 0-1  | 1-1  | 7-0  |
| Vålerenga    | 0-0  | 0-3  | 1-2  | 0-0  | 0-2  | 2-0  | 1-1  | –––– | 1-1  | 1-1  | 2-0  | 1-1  | 3-1  | 4-0  |
| Bodø/Glimt   | 1-4  | 0-2  | 0-2  | 0-0  | 2-0  | 1-3  | 0-1  | 2-2  | –––– | 4-0  | 2-1  | 0-1  | 2-0  | 2-0  |
| Bryne        | 2-1  | 0-2  | 0-1  | 3-3  | 2-1  | 0-0  | 1-1  | 2-2  | 4-3  | –––– | 3-0  | 4-0  | 0-0  | 3-1  |
| Sogndal      | 2-2  | 2-1  | 2-2  | 0-2  | 2-0  | 1-0  | 5-2  | 2-0  | 0-2  | 3-2  | –––– | 2-3  | 0-4  | 0-0  |
| Brann        | 2-3  | 4-1  | 1-1  | 2-3  | 4-1  | 1-3  | 1-2  | 0-4  | 1-3  | 1-2  | 2-3  | –––– | 0-1  | 3-1  |
| Moss         | 2-2  | 2-3  | 0-2  | 2-2  | 2-7  | 0-1  | 0-2  | 1-1  | 1-0  | 1-0  | 3-3  | 0-1  | –––– | 0-2  |
| Start        | 1-2  | 0-4  | 2-2  | 1-1  | 1-1  | 2-0  | 0-2  | 2-7  | 0-3  | 0-2  | 0-3  | 2-2  | 1-6  | –––– |

## Spareggio promozione/retrocessione
Allo spareggio vennero ammessi il Brann, dodicesimo classificato in Eliteserien, e il Sandefjord, terzo classificato in 1. divisjon. Il Brann vinse lo spareggio, mantenendo così la categoria.
|            | Risultati |            | Luogo e data    |
| ---------- | --------- | ---------- | --------------- |
| Sandefjord | 0 - 0     | Brann      | 2 novembre 2002 |
| Brann      | 2 - 1     | Sandefjord | 6 novembre 2002 |
|            |           |            |                 |

## Statistiche

### Classifica marcatori
| Gol |  |  | Giocatore               | Squadra    |
| --- |  |  | ----------------------- | ---------- |
| 17  |  |  | Harald Martin Brattbakk | Rosenborg  |
| 16  |  |  | Tryggvi Guðmundsson     | Stabæk     |
| 12  |  |  | Bengt Sæternes          | Bodø/Glimt |
| 10  |  |  | Erik Nevland            | Viking     |
| 9   |  |  | Bernt Hulsker           | Molde      |
| 9   |  |  | Dejan Pavlovic          | Bryne      |
| 9   |  |  | Uwe Rösler              | Lillestrøm |
| 9   |  |  | André Schei Lindbæk     | Molde      |